# بیتانا (بوتان)
بیتانا (به لاتین: Bitana) یک منطقهٔ مسکونی در بوتان (کشور) است که در Sarpang District واقع شده‌است.